# Regimiento de Infantería Mecanizado 35
El Regimiento de Infantería Mecanizado 35 «Coronel Manuel Dorrego» (RI Mec 35) es una unidad militar del Ejército Argentino dependiente de la XI Brigada Mecanizada. Se encuentra basada en la Guarnición de Ejército «Rospentek», provincia de Santa Cruz. Está conformado por dos compañías de infantería mecanizada y una compañía de comando y servicios.

## Historia
Se creó el 1 de enero de 1980 en la localidad de Río Turbio como consecuencia de las tensiones con Chile durante los años anteriores, surgiendo como necesidad la protección de los yacimientos carboníferos de Río Turbio.
Durante la guerra de las Malvinas proporcionó seguridad continental en su área de influencia.
En 1995 fue protagonista de la operación «Tormenta Blanca», efectuando ayuda humanitaria debido a la gran nevada producida en la provincia de Santa Cruz en esos momentos. Se realizaron rescates y transporte de víveres y material en los vehículos M-113 en los sectores más aislados.
Realiza habitualmente sus ejercitaciones en los grandes predios de la Patagonia, como lo fue el ejercicio «Roca» en abril del año 2000, junto a toda la Brigada XI y la presencia del entonces ministro de defensa Ricardo López Murphy.
Realizó tareas de búsqueda y rescate y apoyo logístico durante la tragedia de Río Turbio de 2004, en la que perdieran la vida 14 trabajadores mineros.
En marzo de 2010 intervino con sus blindados en el ejercicio «Operación Retrógrada» desarrollado en Santa Cruz, con la presencia de la entonces ministra de defensa Nilda Garré. Intervino también en el ejercicio «Bicentenario III» realizado en septiembre de ese año por la XI Brigada Mecanizada en el campo de instrucción «General Adalid».